# Вегелебен
Вегелебен (нім. Wegeleben) — місто в Німеччині, розташоване в землі Саксонія-Ангальт. Входить до складу району Гарц. Складова частина об'єднання громад Форарц.
Площа — 51,76 км2. Населення становить 2458 ос. (станом на 31 грудня 2021).